# Erin Bethea
Erin Bethea (n. 12 de agosto de 1982) es una actriz estadounidense. Es conocida por aparecer en las películas de Sherwood Pictures, Desafío a los Gigantes y A Prueba de Fuego. Recientemente escribió, produjo y protagonizó la película New Life.

## Antecedentes
Bethea es la hija de Michael y Terri Catt. Su padre, el Dr. Michael Catt, es el pastor principal de la Iglesia Bautista Sherwood, un afiliado de Sherwood Pictures. Su madre, Terri Catt, fue la coordinadora de vestuario tanto para Desafío a los Gigantes como para  A Prueba de Fuego . Su hermana, Hayley Catt, era una fotógrafa inmóvil, secretaria de producción y coordinadora del sitio web de A Prueba de Fuego y Reto de valientes .
En 2004, Bethea recibió una licenciatura en teatro en la Universidad de Mobile.

## Filmografía
| Año  | Película                    | Papel             |
| ---- | --------------------------- | ----------------- |
| 2006 | Enfrentando a los Gigantes  | Alicia Houston    |
| 2008 | A Prueba de Fuego           | Catherine Holt    |
| 2011 | El corazon de navidad       | Trish             |
| 2012 | Amor increíble              | Beth              |
| 2012 | Riéndose de la luna         | Natalie Maclay    |
| 2012 | Este es nuestro momento     | Alexandria Taylor |
| 2014 | La redención de Henry Myers | Marilyn           |
| 2014 | Virtuoso                    | Diane Landers     |
| 2014 | Christian Mingle            | Jennifer          |
| 2015 | Nueva vida                  | Ava               |
| 2016 | La brújula de dios          | Debra Carr        |
| 2019 | Amanecer en el cielo        | Michele           |